# پیش‌انجامه‌واران
پیش‌انجامه‌واران (نام علمی: Procolophonoidea) نام یک بالاخانواده از راسته پیش‌انجامه‌ریختان است.